# اچیلا
اچیلا (به لاتین: Achila) در فیلیپین است که در central visayas, region vii واقع شده‌است.

## خصوصیات
اچیلا ۱٬۲۷۶ نفر جمعیت دارد.